# Дамир Шәкиев
Шәкиев Дамир Талғатұлы
Damir Shakiyev - 1997 жылы туған Қызылорда қаласынан шыққан ең дарынды фотограф. Фотографтық мансабын 2017 жылы қызығушылықпен бастап, аймақтың үздік фотографтарының қатарынан ойып тұрып орын алады. Аздаған уақыт ішінде көптеген коммерциялық кәсіпкерлерге көзіне түсіп, сапалы фоторепортаж жасау арқылы өз командасын құрған.
2017 жылғы “Фотосушка” көрмесінің 3-ші, 2018 жылғы “Фотосушка” көрмесінің 2-ші орын иемденеді. 
2024 жылы 12 тамызда өткен “Қызылорда жастар қаласы” фотобайқауынвң жеңімпазы атанады.
Әлеуметтік желіде қаланың түнгі тыныс-тіршілігін бейнелеу арқылы көптеген тұрғындарға жасалған фотолары жетерлік. 
Жоғарғы білімі бар, отбасылық өмірі жайлы үйленбеген.
1. ↑  Damir Shakiyev. Фоторепортаж (неопр.). DSTEAM. Онлайн паблик (24 февраля 2025).